# Seirarctia
Seirarctia är ett släkte av fjärilar. Seirarctia ingår i familjen björnspinnare.
Kladogram enligt Catalogue of Life:
| Seirarctia | \| \| Seirarctia echo \| \| \| \| \| \| Seirarctia niobe \| \| \| \| |
|            | \| \| Seirarctia echo \| \| \| \| \| \| Seirarctia niobe \| \| \| \| |
|            | Seirarctia echo                                                      |
|            |                                                                      |
|            | Seirarctia niobe                                                     |
|            |                                                                      |